# Wycliffe (série télévisée)
Pour les articles homonymes, voir Wycliffe.
Wycliffe est une série télévisée britannique en deux épisodes de 90 minutes et 36 épisodes de 52 minutes, créée par W. J. Burley d'après ses romans et diffusée entre le 7 août 1993 et le 5 juillet 1998 sur le réseau ITV.
En France, la série a été diffusée à partir du 24 juillet 1998 sur France 2. Puis à partir du 6 décembre 1998 sur France 3. Rediffusion à partir du 21 mars 2005 sur RTL9. Au Québec, elle a été diffusée à partir du 10 janvier 2002 à Séries+.

## Synopsis
Cette série met en scène les enquêtes policières du surintendant Charles Wycliffe et son équipe en Cornouailles.
Wycliffe se heurte souvent à son supérieur, le commissaire Stevens, qui lui reproche de ne pas participer davantage à la gestion du service et « d’être trop sur le terrain ». En effet, Wycliffe déteste la routine et aime fouiller la vie et la psychologie des victimes de ses enquêtes.

## Distribution
- Jack Shepherd (en) (VF : Bernard Woringer) : Surintendant Charles Wycliffe
- Helen Masters (en) (VF : Véronique Augereau) : Inspecteur Lucy Lane
- Jimmy Yuill (en) (VF : Mario Santini) : Inspecteur Doug Kersey
- Lynn Farleigh : Helen Wycliffe
- Adam Barker : Sergent Potter (1994-1996)
- Michael Attwell (en) : Commissaire Stevens
- Gregory Chisholm : David Wycliffe
- Aaron Harris : Sergent Andy Dixon (1994-1996)
- Charlie Hayes (en) : Ruth Wycliffe
- Cristian Solimeno : Sergent Dick Hall (1998)

## Épisodes

### Hors saison (1993)
1. Le Piège machiavélique (Wycliffe and the Cycle of Death) (90 min)

### Première saison (1994)
1. La Bande des quatre (The Four Jacks)
2. La Mort d'un flûtiste (The Dead Flautist)
3. Le Bouc émissaire (The Scapegoat)
4. La Toile d’araignée (The Tangled Web)
5. Le Dernier Sacrifice (The Last Rites)
6. Le Bateau vert (The Pea-Green Boat)

### Deuxième saison (1995)
1. Coupable par amour (All for Love)
2. Le Cheval de Troie (The Trojan Horse)
3. Charades (Charades)
4. Perdu de vue (Lost Contact)
5. Braconnage mortel (Four and Twenty Blackbirds)
6. Les Joies de la famille (Happy Families)
7. L’Enfant de l’amour (Wild Oats)
8. Point de rupture (Breaking Point)

### Troisième saison (1996)
1. Mort à l’arrivée (Dead on Arrival)
2. Le Monstre de Bodwin (Number of the Beast)
3. Le Trésor maudit (Slave of Duty)
4. Perdu corps et bien (Total Loss)
5. Folle de toi (Crazy for You)
6. Foi aveugle (Faith)
7. Le Jugement dernier (Last Judgement)
8. Au-dessous de tout soupçon (Old Habits)

### Quatrième saison (1997)
1. Le Mariage surprise (Strangers Home)
2. Pères et fils (Close to Home)
3. Vengeance (On Account)
4. Question d’hérédité (Lone Voyager)
5. Le Fantôme (Seen a Ghost)
6. Les Locataires (Bad Blood)
7. Le Naufrageur (To Sup with the Devil)
8. Vieilles méthodes, nouveaux crimes (Old Crimes, New Times)

### Hors saison (1997)
1. La Danse des scorpions (Dance of the Scorpions) (75 min)

### Cinquième saison (1998)
1. Au bord de la rivière (On Offer)
2. Arrêt de jeu (Time Out)
3. La Porte du diable (Standing Alone)
4. La Falaise du mensonge (Feeding the Rat)
5. Affaires internes (Scope)
6. Le piège machiavélique (Land's End)

## DVD
- Wycliffe - Saison 1 (parue en septembre 2008) (ASIN B001CCHQ66)
- Wycliffe - Saison 2 (parue en février 2009) (ASIN B001HKM88O)
- Wycliffe - Saison 3 (parue en avril 2009) (ASIN B001OE2BUS)
- Wycliffe - Saison 4 (parue en juin 2010) (ASIN B003G5MU0O)
- Wycliffe - Saison 5 (parue en décembre 2010) (ASIN B0045KAYOI)
- Wycliffe - Saison 1 à 5 (parue en octobre 2014) (ASIN B00LH42J3E)